# Necolio rugifrons
Necolio rugifrons är en stekelart som först beskrevs av Cameron 1907.  Necolio rugifrons ingår i släktet Necolio och familjen brokparasitsteklar. Inga underarter finns listade i Catalogue of Life.